# Гарвин (окръг, Оклахома)
Окръг Гарвин (на английски: Garvin County) е окръг в щата Оклахома, Съединени американски щати. Площта му е 2108 km², а населението – 27 210 души (2000). Административен център е град Полс Вали.